# Villefranche, Gers
Villefranche är en kommun i departementet Gers i regionen Occitanien i sydvästra Frankrike. Kommunen ligger i kantonen Lombez som tillhör arrondissementet Auch. År 2022 hade Villefranche 168 invånare.

## Befolkningsutveckling
Antalet invånare i kommunen Villefranche
Referens:INSEE